# Saitama Prefectural Government

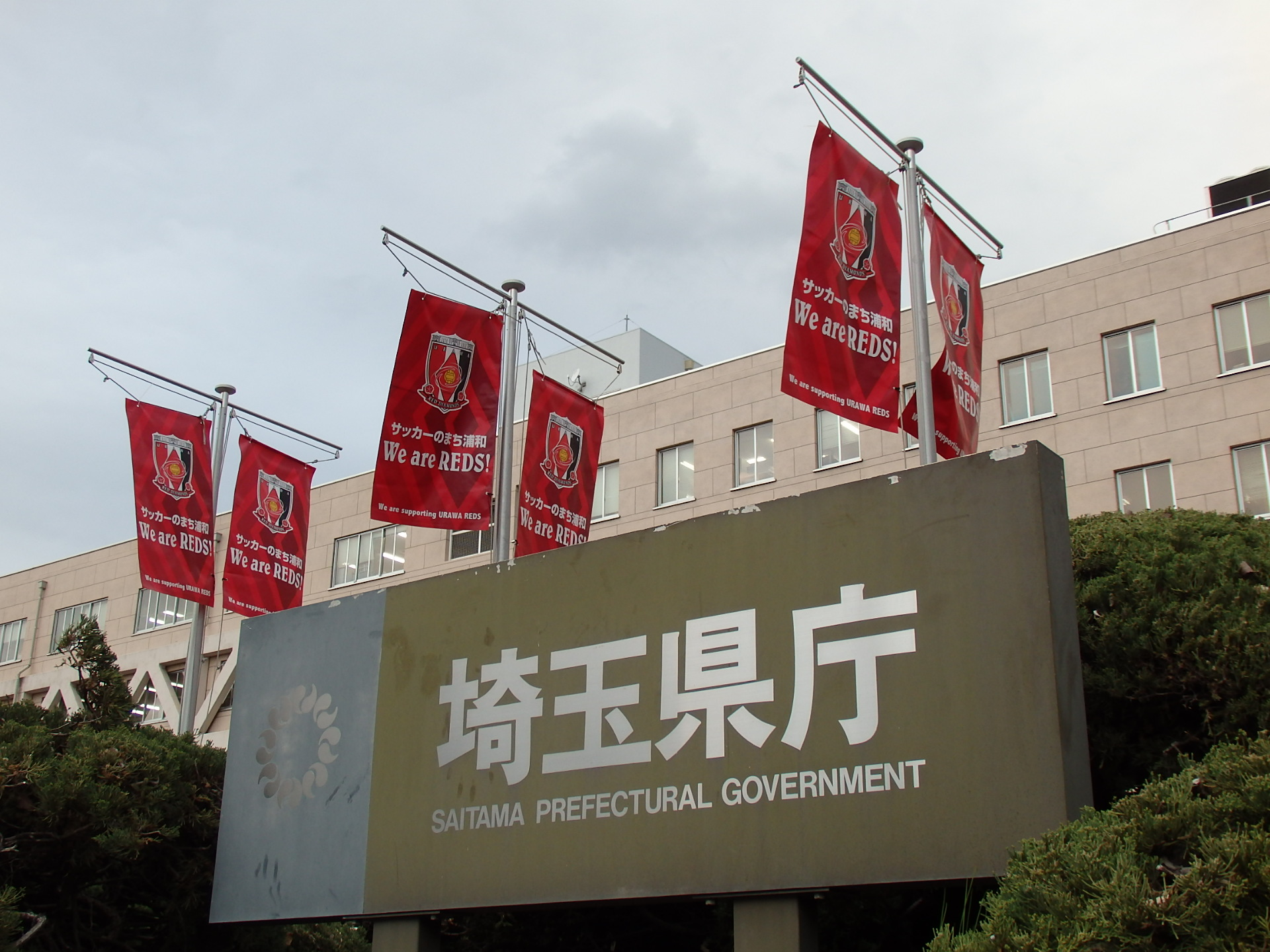

Die Saitama kenchō (jap. 埼玉県庁, engl. Saitama Prefectural Government) ist die Verwaltung der ostjapanischen Präfektur (-ken, engl. prefecture) Saitama. Wie alle Präfekturen ist Saitama mit Selbstverwaltungsrechten ausgestattete Gebietskörperschaft unter Kapitel 8 der Verfassung von 1947 und dem Selbstverwaltungsgesetz. An der Spitze der Verwaltung steht danach der alle vier Jahre direkt vom Volk gewählte Gouverneur (chiji, engl. governor). Gesetzgebung (politisch betrachtet, nicht staatsrechtlich; Gesetze i. e. S. kann nur das nationale Parlament verabschieden), die Verabschiedung des Präfekturhaushalts und die Bestätigung bestimmter Personalentscheidungen wie der Vizegouverneure obliegen dem mit eigenständiger Wahlperiode, aber ebenfalls für vier Jahre direkt gewählten Präfekturparlament von Saitama (Saitama kengikai, engl. Saitama Prefectural Assembly). Die zentralen Institutionen der Präfekturverwaltung von Saitama haben ihren Sitz im Saitama kenchōsha (engl. Saitama Prefectural Government Building, Saitama Prefectural Office und ähnliches; je nach Kontext bezeichnet auch kenchō den Gebäudekomplex, nicht die Institution) im Bezirk Urawa der Präfekturhauptstadt Saitama, in der 2001 die bisherige Hauptstadt Urawa aufgegangen war.
Als – abgesehen vom gebirgigen Westen – stark urbanisierte Präfektur im Einzugsbereich von Tokio mit vergleichsweise günstiger Demographie und Wirtschaftsstruktur und über 7 Millionen Einwohnern ist Saitama in geringerem Maß von Zuschüssen und damit eventuell verbundener politischer Einflussnahme der Zentralregierung abhängig als die meisten anderen Präfekturen. Im Fiskaljahr 2012 lag der Finanzkraftindex (zaiseiryoku shisū) der Präfektur bei rund 0,74, und damit zwar hinter Tokio, Aichi, Kanagawa und Chiba, aber in der obersten Gruppe von Finanzausgleichsempfängern noch vor Ōsaka und weit über dem Durchschnitt aller 47 Präfekturen (0,46).

## Struktur
Anmerkung: Alle, mithin auch die hier verwendeten Übersetzungen sind per definitionem inoffiziell; weder Englisch noch Deutsch sind Amtssprachen in Japan. Verschiedene Institutionen, manchmal auch dieselbe Institution zu verschiedenen Gelegenheiten, verwenden zum Teil verschiedene Übersetzungen. Als englische Übersetzungen wurden hier ggf. möglichst die selbstgewählten verwendet, als deutsche Übersetzungen möglichst wörtliche und einheitliche Übersetzungen für denselben Begriff.
Die Präfekturverwaltung strukturiert sich wie folgt (Stand 1. April 2019):
- Dem Gouverneur (chiji) unterstehen über die
  - Vizegouverneure (fuku-chiji) – in Saitama gibt es derzeit zwei Vizegouverneure, die wie in allen Präfekturen mit Zustimmung des Parlaments vom Gouverneur ernannt werden; es gibt zwar eine festgelegte Vertretungsreihenfolge, aber in der täglichen Arbeit nur eine Aufteilung von Zuständigkeiten für Abteilungen und Ausschüsse,[3] keine vorgegebene Rangordnung unter den Vizegouverneuren –
    - das Büro des Gouverneurs (chiji-shitsu),
    - die Planungs- und Finanzabteilung (kikaku-zaisei-bu), die als Kanzlei und politische Planungsbehörde des Gouverneurs fungiert und zu der unter anderem auch eine Vertretung in Tokio gehört,
    - die Abteilung für allgemeine Angelegenheiten (sōmu-bu) für den öffentlichen Dienst, Verwaltungsangelegenheiten und die Finanzbeziehungen zu den Gemeinden in Saitama,
    - die kenmin-seikatsu-bu (grob die „Abteilung für das tägliche Leben der Bürger“) – zu den Zuständigkeiten gehören Kultur, Öffentlichkeitsarbeit und Auslandskontakte, Sport, Jugend –,
    - die Abteilung für Krisenmanagement und Katastrophenschutz (kiki-kanri-bōsai-bu),
    - die Umweltabteilung (kankyō-bu),
    - die Sozialabteilung (fukushi-bu),
    - die Abteilung für Gesundheit und medizinische Versorgung (hoken-iryō-bu),
    - die Abteilung für Industrie und Arbeit (sangyō-rōdō-bu),
    - die Abteilung für Landwirtschaft und Forsten (nōrinbu),
    - die kendo-seibi-bu (etwa „Abteilung für die Ordnung von Präfekturland“), die einige Zuständigkeiten bei Raum-/Stadtplanung und Infrastruktur hat und das unter anderem für Präfekturstraßen und Präfekturflüsse [im Gegensatz zu Flüssen unter Aufsicht von Staatsregierung oder Gemeindeverwaltungen] verantwortlich ist,
    - die toshi-seibi-bu (analog etwa „Abteilung für Stadtordnung“), die für Stadt-/Raumplanungsangelegenheiten zuständig ist und unter anderem Präfekturparks, -sportanlagen und -wohnungen verwaltet, und

  - der Rechnungsbeauftragte (kaikei-kanrisha).
- Wie in allen Präfekturen sind die Verwaltungsausschüsse (gyōsei-iinkai) und bestimmte andere Institutionen eigenständig organisiert und operieren in unterschiedlichem Ausmaß unabhängig vom Gouverneur und den Gouverneursabteilungen. Sie sind:
  - Der Beauftragte für öffentliche Unternehmen (kōei-kigyō-kanrisha) und das zugehörige Amt (kigyō-kyoku),
  - der Beauftragte für den Krankenhausbetrieb (byōin-jigyō-kanrisha) und das zugehörige Amt (byōin-kyoku),
  - der Beauftragte für die Abwasserbetrieb (gesuidō-jigyō-kanrisha) und das zugehörige Amt (gesuidō-kyoku),
  - der Bildungsausschuss (kyōiku-iinkai) und das zugehörige Bildungsamt, wie in allen Präfekturen zuständig für präfekturbetriebene Schulen (hauptsächlich Oberschulen) und die Schulaufsicht,
  - der öffentliche Sicherheitsausschuss (kōan-iinkai) und das zugehörige Polizeihauptquartier (keisatsu-honbu) – wie in allen Präfekturen (in Tokio unter anderem Namen) – für die Präfekturpolizei,
  - der Wahlaufsichtsausschuss (senkyo-kanri-iinkai) wie in allen Präfekturen für nationale und Präfekturwahlen,
  - die Revisoren (kansa-iin) wie in allen Präfekturen zur Prüfung öffentlicher Finanzen,
  - der Personalausschuss (jinji-iinkai) wie in allen Präfekturen,
  - der Ausschuss für Arbeitsangelegenheiten (rōdō-iinkai) wie in allen Präfekturen,
  - der Enteignungsausschuss (shūyō-iinkai) wie in allen Präfekturen,
  - der Ausschuss für die Aufsicht über die Binnenfischerei (naisuimen-gyojō-kanri-iinkai), wie in allen Präfekturen für die nicht maritime Fischerei [und Saitama hat im Gegensatz zu den meisten Präfekturen keinen direkten Zugang zum Meer].
- Dem Parlament (gikai) steht
  - für Verwaltungsangelegenheiten ein Sekretariat (jimukyoku) zur Verfügung.

Die Zahl der Mitarbeiter der Präfektur liegt insgesamt bei rund 65.000, im Einzelnen (Planstellen, Fiskaljahr 2019): 66 im Parlamentssekretariat, 6.776 in den Gouverneursabteilungen, 2.945 für die Krankenhäuser und die anderen öffentlichen Betriebe, 42.346 für die Schulen, 12.635 für die Polizei und 80 für die übrigen Verwaltungsausschüsse.

## Geschichte

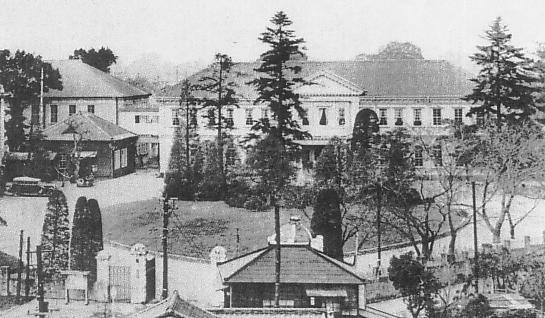
Das Gebäude der Präfekturverwaltung in der Taishō-Zeit

Ein indirekter Vorläufer der Präfekturverwaltung von Saitama waren die Gouverneure von Musashi (Musashi chikenji), die in der Meiji-Restauration für kurze Zeit die vorher direkt vom Shōgunat kontrollierten Gebiete um Edo in der Provinz Musashi (und damit auch Gebiete in den heutigen Präfekturen Tokio und Kanagawa, nicht nur in Saitama) verwalteten. Erster direkter Vorläufer war die Verwaltung der 1869 eingerichteten Präfektur Urawa. Diese wurde 1871 mit abgeschafften Fürstentümern zur Präfektur Saitama vereinigt, die 1876 im Wesentlichen ihre heutigen Grenzen erreichte. Wie alle Präfekturen war Saitama ausführender Teil der Reichsregierung (Innenministerium) und gleichzeitig schon im Kaiserreich Träger einer – wenn auch aus Nachkriegsperspektive recht begrenzten – Selbstverwaltung, das erste Präfekturparlament (damals kenkai, „Präfekturversammlung“) kam wie in den meisten Präfekturen 1879 zusammen. Dort war zunächst lange die Fortschrittspartei stärkste Kraft, 1892 wurde die Präfekturversammlung im Konflikt mit dem Gouverneur sogar aufgelöst, aber 33 von 40 Abgeordneten wurden wiedergewählt; 1894 konnte erstmals die Liberale Partei die Fortschrittspartei übertreffen. Nach der Präfekturordnung (fukensei) von 1890, die in Saitama 1897 implementiert wurde, leitete die Verwaltung wie in allen Präfekturen ein mehrköpfiger Präfekturausschuss unter Führung des Gouverneurs, der ken-sanjikai (ähnlich zu gun-sanjikai und shi-sanjikai; vgl. die kollegialen Institutionen in preußischen Provinzen, Kreisen und Städten). Nach dem Pazifikkrieg, in dem sich die im frühen 20. Jahrhundert etwas gelockerte zentrale Kontrolle der Reichsregierung über die Gebietskörperschaften wieder erhöht hatte, wurde unter Douglas MacArthur das Innenministerium schließlich abgeschafft und die Verwaltung wie in allen Präfekturen reformiert: die Selbstverwaltungsrechte wurden ausgeweitet, der Gouverneur fortan vom Volk gewählt und den Bürgern in Form der im Selbstverwaltungsgesetz vorgesehenen Direkteingaben (chokusetsu seikyū; Recalls, Volksinitiativen u. ä.) auch Verfahren zur direkten Einflussnahme auf die Verwaltung gewährt. Das heutige Hauptgebäude der Präfekturverwaltung wurde 1955 fertiggestellt, das ursprüngliche Gebäude war 1948 verbrannt.
Seit 1949, als der erste gewählte Gouverneur Jitsuzō Nishimura über einen Korruptionsskandal zurücktrat, sind die Wahlperioden von Präfekturparlament und Gouverneur in Saitama asynchron. Seit dem Rücktritt von Yoshihiko Tsuchiya 2003 finden die Wahlen aber derzeit wieder im gleichen Jahr statt.